# Aleksandrowo (powiat międzychodzki)
Aleksandrowo – osada w Polsce położona w województwie wielkopolskim, w powiecie międzychodzkim, w gminie Międzychód.
W okresie Wielkiego Księstwa Poznańskiego (1815-1848) miejscowość wzmiankowana jako Alexandrowo zakład należała do wsi mniejszych w ówczesnym pruskim powiecie Międzychód w rejencji poznańskiej. Aleksandrowo należało do okręgu sierakowskiego tego powiatu i stanowiło część majątku Sieraków, którego właścicielem był wówczas rząd pruski w Berlinie. Według spisu urzędowego z 1837 roku wieś liczyła 39 mieszkańców, którzy zamieszkiwali 4 dymy (domostwa).